# LVI Esposizione internazionale d'arte di Venezia

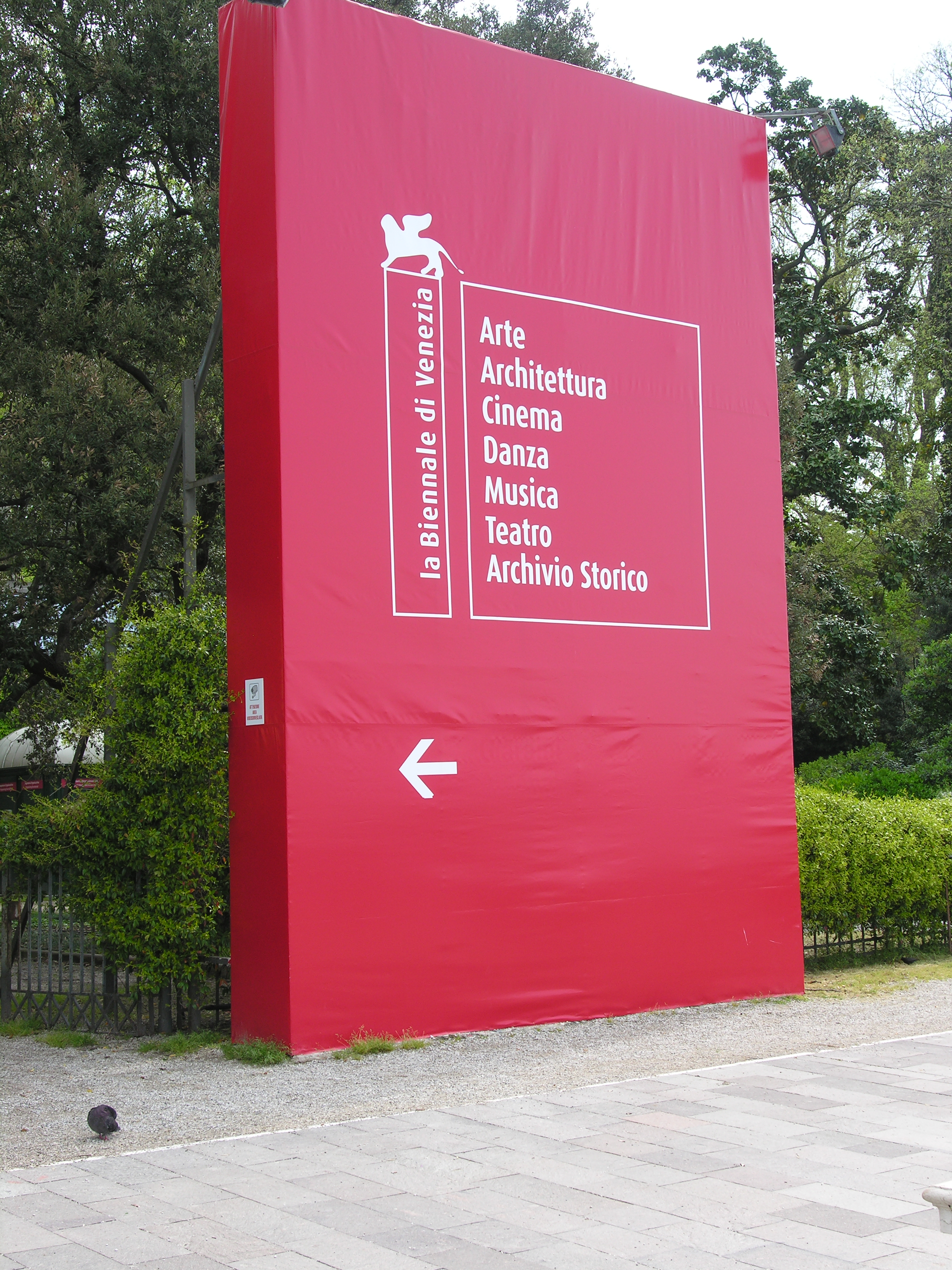
Ingresso dei Giardini della Biennale

La 56ª edizione dell'Esposizione Internazionale d'Arte è stata inaugurata a Venezia il 9 maggio 2015 (con pre-apertura il 6, 7 e 8 maggio), è stata chiusa il 22 novembre, in contemporanea con l'Expo 2015 di Milano. 
L'Esposizione del 2015 e si è svolta sotto la direzione artistica del nigeriano Okwui Enwezor che ha scelto come titolo All the World's Futures.
Il 9 maggio si è tenuta la cerimonia di inaugurazione e di premiazione nella Sala delle colonne di Ca' Giustinian e in diretta streaming.

## Biennale Arte 2015
Nel presentare l'Esposizione del 2015, il curatore Okwui Enwezor ha citato il dipinto Angelus Novus di Paul Klee nell'interpretazione del filosofo Walter Benjamin: «"l'angelo della storia" ai cui piedi si accumulano, sempre più alte, le macerie della distruzione moderna. [...] Benjamin ci porta a riflettere come il mondo dell'arte possa stimolarci a vedere più lontano, oltre la prosaica apparenza delle cose.»
All the World's Futures rifletteva sull'attuale "stato delle cose" e sull'"apparenza delle cose" tramite tre Filtri: "vitalità", "disordine" e il Capitale:
- Vitalità: sulla durata epica. Filtro che proponeva  «una drammatizzazione dello spazio espositivo come un evento dal vivo in continuo e incessante svolgimento», con opere che esistono già e contributi realizzati appositamente ed esclusivamente per la Biennale.
- Il giardino del disordine. «Il concetto originale di giardino nasce nell'antica Persia in cui era concepito come un paradiso, uno spazio chiuso fatto di tranquillità e piacere. Nel corso dei millenni il giardino si è trasformato, diventando l'allegoria della ricerca di uno spazio ordinato e puro.» I Giardini della Biennale con i suoi padiglioni, si proponevano «come il sito emblematico di un mondo disordinato, di conflitti nazionali e di deformazioni territoriali e geopolitiche», con l'esposizione di nuove opere.
- Il Capitale: una lettura dal vivo. Nelle intenzioni del curatore Enzewor «lo sfruttamento della natura attraverso la sua mercificazione sottoforma di risorse naturali, il crescente sistema di disparità e l'indebolimento del contratto sociale hanno di recente imposto il bisogno di un cambiamento», che ha così deciso la lettura dal vivo de Il Capitale (Das Kapital) di Karl Marx, con la quale dieci attori per tutti i sette mesi di apertura della Biennale si alternavano a leggere per intero il libro di Marx. Pur essendo Il Capitale è uno dei libri meno adatti a una lettura pubblica la scelta del curatore stava nel tentativo di far sentire sempre lo spettatore "in mezzo" a un'opera che gli è impossibile vedere per intero.[8]

### ARENA
All'interno del Padiglione Centrale ai Giardini della Biennale, l'architetto ghanese-britannico David Adjaye è stato incaricato di predisporre lo spazio ARENA come luogo di raccolta della parola, del canto, degli spartiti, dei copioni, dei recital, delle proiezioni di film e foro delle discussioni. Per tutta la durata di All the World's Futures, artisti, musicisti, compositori, attori, intellettuali, studenti e visitatori erano invitati a contribuire al programma delle letture e delle performance.
- Das Kapital Oratorio. Il rito sikh dell'Akhand Path (una recitazione ininterrotta del libro sacro per la quale si alternano più lettori nell'arco di diversi giorni), ha ispirato la lettura integrale de Il Capitale di Marx da parte di dieci attori che si alternavano, tre volte al giorno, dal 6 maggio al 22 novembre, per la regia del britannico Isaac Julien.[12]
- Gli statunitensi Jason Moran e Alicia Hall Moran hanno presentato Work Songs, con il quale mappano e approfondiscono il tempo dei canti di lavoro nelle prigioni, nei campi, nelle case.[13]
- Il britannico Jeremy Deler ha presentato Broadsides and Ballads of the Industrial Revolution, con le quali esplora il tema delle condizioni di vita e di lavoro nelle fabbriche, a partire dalla fine del XIX secolo.[14]
- I libanesi Joana Hadjithomas e Khalil Joreige hanno letto il loro testo Latent Images: Diary of a Photographer, basato sul lavoro del fotografo Abdallah Farah, terza parte del progetto Wonder Beirut.[15]
- La croata Ivana Müller ha proposto We Are Still Watching, una pièce letta dagli stessi spettatori come una "comunità istantanea".[16]
- La bosniaca Maja Bajevic ha presentato il video Arts, Crafts and Facts, con il quale rappresenta la denigrazione del lavoro umano causato dalla finanziarizzazione dell'economia globale.[17]
- Il tedesco Olaf Nicolai ha presentato la nuova performance Non consumiamo... (to Luigi Nono), ispirata alla composizione in due parti Un volto, e del mare / Non consumiamo Marx (1969) di Luigi Nono.[18]
- Lo statunitense Charles Gaines ha presentato la nuova composizione Sound Texts, basata su cinque arrangiamenti tratti dalle sue Notes on Social Justice.[19]
- Il francese Mathieu Kleyebe Abonnenc ha presentato Evil Ni**er, Gay Guerrilla, Crazy Nig**er, For Julius Eastman, un memoriale temporaneo alla musica e alla personalità del compositore afroamericano Julius Eastman (1940-1990).
- Il giornale italiano The Tomorrow ha organizzato due seminari, Figures of Kapital e Tales on Kapital, come riflessione sul testo di Marx.[20]

Programma film Arena. All'Arena della Biennale è stata proposta una rilettura della storia del cinema alla luce del Capitale di Marx.
- Berwick Street Film Collective
  - The Nightcleaners, 1975
- Yusuf Shahin
  - Bāb al-ḥadīd (Cairo Station), 1958
  - Al-Ard (The Land), 1969
  - Al-ʿuṣfūr (The Sparrow), 1972
- Charlie Chaplin
  - Tempi moderni (Modern Times), 1936
- Duvet Brothers
  - Blue Monday, 1984
- Ritwik Ghatak
  - Meghe Dhaka Tara (The Cloud-Capped Star), 1960
- Straub e Huillet
  - Geschichtsunterricht (Lezioni di storia), 1972
  - Klassenverhältnisse (Rapporti di classe), 1984
  - Fortini/Cani, 1976
- Isaac Julien
  - Frantz Fanon: Black Skin, White Mask, 1996
  - Stuart Hall Memorial, 2014
  - Territories, 1984
- Djibril Diop Mambéty
  - Touki Bouki, 1973
- Chris Marker
  - La jetée, 1962
  - La sixième face du pentagone, 1968
  - Le fond de l’air est rouge, 1977
  - Sans Soleil, 1983
- Sandra Lahire
  - Uranium Hex, 1987
- Allan Sekula e Noël Burch
  - The forgotten space, 2012
- Mrinal Sen
  - Calcutta 71, 1971
  - Interview, 1971
  - Padatik, 1973

### Arsenale
Anche l'Arsenale è stato sede di diverse performance:
- Jennifer Allora e Guillermo Calzadilla hanno presentato In the Midst of Things, opera corale su musiche di Gene Coleman ispirato a La Creazione di Franz Joseph Haydn (1796-1798), a sua volta tratto dal libro della Genesi e dal poema Paradiso perduto di John Milton (1667), sulle origini del mondo e del genere umano.[21]
- Tania Bruguera ha ricreato Untitled, presentato alla 7ª Biennale dell'Avana (2000) e censurato dalle autorità cubane.[22]
- La spagnola Dora García ha presentato la performance The Sinthome Score, nella quale due artisti interpretano dieci serie di movimenti corporei, uno per ogni capitolo del testo Le Sinthome di Jacques Lacan dedicato agli scritti di James Joyce.[23]
- Lo statunitense Theaster Gates ha presentato l'installazione Martyr Construction, realizzata con i resti della chiesa cattolica di St. Laurence, nel South Side di Chicago.[24]

A collegare le due sedi principali della Mostra (Giardini e Arsenale), il francese Saâdane Afif ha presentato The Laguna's Tribute: A Corner Speaker in Venice, uno Speakers' Corner nel quale un oratore, su una cassa di bronzo, declama rivolto verso la laguna veneziana.

### Prospettive storiche
Mentre il corpus di All the World's Futures è costituito da nuove opere commissionate specificamente per la Biennale, l'Esposizione del 2015 era formata anche da una rassegna di prospettive storiche realizzate da artisti viventi e non, organizzate in forma di piccole antologie:
- Nella sala d'ingresso del Padiglione centrale era posto Il Muro Occidentale o del Pianto di Fabio Mauri, già esposto alla 45ª Biennale del 1993: un muro alto quattro metri composto da valigie di vari materiali e dimensioni.[27] Nella stessa sala si trovavano: I numeri malefici (1978),[28] Macchina per fissare acquerelli (2007),[29] la registrazione audio di Fabio Mauri e Pier Paolo Pasolini alle prove di "Che cosa è il Fascismo" (1971, 2005).
- Le scritte al neon realizzate da Bruce Nauman tra il 1972 e l'inizio degli anni ottanta.[30]
- L'Atlante di Harun Farocki, dedicato all'opera integrale del regista tedesco Harun Farocki deceduto nel 2014.[31]
- Un set completo tratto dall'edizione originale di Let Us Now Praise Famous Men del fotografo statunitense Walker Evans, realizzato nel 1936.[32]
- Il regista sovietico Sergej Ėjzenštejn.
- 134 fotografie della serie Passengers scattate dall'artista multimediale Chris Marker tra il 2008 e il 2010.[33][34]
- La retrospettiva postuma dedicata allo statunitense Terry Adkins.[35]
- Una versione ridotta del video Nachrichten aus der ideologischen Antike (2008) del regista tedesco Alexander Kluge sul Capitale di Marx.[36]
- Un'antologia dei questionari del tedesco Hans Haacke e la sua installazione Blue Sail del 1965.[37]
- I dipinti della peruviana Teresa Burga.[38]
- Le sculture Igun Hammer (1981), Freedom Weapon Variant (1986-1992), September Portion (1991), Texas Tales (1992) dello statunitense Melvin Edwards.[39]
- I 36 dipinti in olio su tela della serie Skulls della sudafricana Marlene Dumas.[40]
- Gli acquarelli dell'egiziana Inji Aflatoun (o Efflatoun).[41]
- L'earthwork Dead Tree (1969) dello statunitense Robert Smithson.[42]
- La pittura acrilica Earth's Creation (1994) dell'aborigena australiana Emily Kame Kngwarreye.[43]
- Il regista senegalese Ousmane Sembène.
- Le installazioni del cubano Ricardo Brey.[44]
- La statunitense Adrian Piper ha presentato l'installazione/performance The Probable Trust Registry: The Rules of the Game #1-3.[45][46]
- Le tele del giapponese Tetsuya Ishida che rappresentano le pressioni e le ansie della vita quotidiana contemporanea.[47]
- I dipinti del tedesco Georg Baselitz.[48]

### Progetti speciali

#### Giardini
Esternamente al Padiglione centrale, nei Giardini della Biennale sono state collocate alcune sculture: La Masa Militarizada di Walead Beshty; Two Orchids, due orchidee monumentali, di Isa Genzken; RB Ride, grandi installazioni tubolari in metallo di Carsten Höller; l'interattivo With a Rhythmic Instinction to be Able to Travel Beyond Existing Forces of Life (green, Rule 1) di Philippe Parreno; Coronation Park, nove statue di Raqs Media Collective.
Alle Gaggiadre dell'Arsenale: The Phoenix, i mitici uccelli Fenghuang realizzati con scarti e detriti di cantiere da Xu Bing.
Al Giardino delle Vergini: Labour Garden di Emily Floyd; The Last Garden di Sarah Sze; Lagimoana del samoano Lemi Ponifasio.

#### Creative Time Summit
Creative Time è una organizzazione non profit costituita nel 1974 a New York con lo scopo di commissionare e presentare ambiziosi progetti di arte pubblica.
Dal 2009 viene organizzato il Creative Time Summit, «un incontro annuale per pensatori, sognatori e operatori che lavorano all'intersezione di arte e politica».
Il 7º Summit si è tenuto al Teatro alle Tese dall'11 al 13 agosto 2015 sul tema The Curriculum e ha discusso il significato della produzione, trasformazione e diffusione della conoscenza in un mondo difficile e controverso come quello di oggi.

#### E-flux journal
Su invito del curatore Enwezor e-flux journal, rivista mensile d'arte, ha pubblicato articoli quotidiani dal 6 maggio al 4 settembre 2015 che hanno formato il n. 65 della rivista con il titolo Supercommunity, al quale hanno collaborato un centinaio di autori con poesie, racconti brevi, opere teatrali, sceneggiature e altre forme epistolari.

#### Gulf Labor Artist Coalition
Gulf Labor Artist Coalition, coalizione di artisti internazionali che lavora per garantire che i diritti dei lavoratori migranti siano tutelati durante la costruzione dei musei sull'isola Sa'diyyat, ad Abu Dhabi, ha organizzato cinque appuntamenti sul principio che le libertà degli artisti sono collegate ai diritti dei lavoratori che costruiscono e mantengono gli spazi espositivi.

#### The Invisible Borders Trans-African Project
The Invisible Borders Trans-African Project è un'organizzazione nigeriana fondata nel 2009 che riunisce artisti africani con l'impegno e la passione del cambiamento sociale, per riflettere sulla questione delle frontiere e sulle implicazioni connesse nell'Africa del XXI secolo.
Invisible Borders ha presentato alla 56ª Biennale Trans-African Worldspace, una panoramica della produzione fotografica e audiovisiva più recente e attuale realizzata dalla piattaforma, durante i sette mesi di apertura della Biennale.
Inoltre, il gruppo ha presentato nell'ARENA del Padiglione Centrale il documentario Invisible Borders 2011, The Film, nel quale sette artisti africani hanno percorso 12000 km da Lagos ad Addis Abeba e realizzando opere e scambi con artisti locali e popolazioni indigene.

#### Abounaddara
Abounaddara, collettivo anonimo di cineasti siriani che dal 2010 realizza brevi documentari sulla vita quotidiana dei siriani, era stato invitato a partecipare alla 56ª Biennale Arte di Venezia.
Il collettivo siriano aveva poi deciso di ritirare la propria partecipazione in quanto il primo video All the Syria's Futures, previsto per il 5 maggio, non era stato proiettato,
mentre i successivi filmati sarebbero stati presentati al pubblico in blocchi di 30 minuti, tra letture del Capitale di Marx e vari intermezzi musicali.
Un portavoce della Biennale rispondeva: «non c'è stata alcuna censura ma, al contrario, i film sono stati proiettati esattamente come concordato.»

### Artisti invitati
Alla Biennale Arte 2015 hanno partecipato 136 artisti, dei quali 89 presenti per la prima volta, provenienti da 53 paesi.
Jumana Emil Abboud (Palestina, 1971), Adel Abdessemed (Algeria, 1971), Mathieu Kleyebe Abonnenc (Francia, 1977), Abounaddara (Siria), Boris Achour (Francia, 1966), Terry Adkins (Stati Uniti, 1953-2014), Saâdane Afif (Francia, 1970), Inji Aflatoun o Efflatoun (Egitto, 1924-1989), Chantal Akerman (Belgio, 1950), John Akomfrah (Ghana, 1957), Karo Akpokiere (Nigeria, 1981), Mounira Al-Solh (Libano, 1978), Meriç Algün Ringborg (Turchia, 1983), Allora & Calzadilla (Porto Rico), Kutluğ Ataman (Turchia, 1961), Maja Bajevic (Bosnia, 1967), Ernesto Ballesteros (Argentina, 1963), Sammy Baloji (R.D. Congo, 1978), Rosa Barba (Italia, 1972), Georg Baselitz (Germania, 1938), Eduardo Basualdo (Argentina, 1977), Petra Bauer (Svezia, 1970), Walead Beshty (Regno Unito, 1976), Huma Bhabha (Pakistan, 1962), Christian Boltanski (Francia, 1944), Monica Bonvicini (Italia, 1965), Sonia Boyce (Regno Unito, 1962), Daniel Boyd (Australia, 1982), Ricardo Brey (Cuba, 1955), Marcel Broodthaers (Belgio, 1924-1976), Tania Bruguera (Cuba, 1968), Teresa Burga (Perù, 1935), Keith Calhoun and Chandra McCormick (Stati Uniti), Fei Cao (Cina, 1978), Nidhal Chamekh (Tunisia, 1985), Olga Chernysheva (Russia, 1962), Tiffany Chung (Vietnam, 1969), Cooperativa Cráter Invertido (Città del Messico), Creative Time Summit (New York), Elena Damiani (Perù, 1979), Jeremy Deller (Regno Unito, 1966), Thea Djordjadze (Georgia, 1971), Marlene Dumas (Sudafrica, 1953), e-flux journal (New York), Melvin Edwards (Stati Uniti, 1937), Antje Ehmann (Germania, 1968), Maria Eichorn (Germania, 1962), Walker Evans (Stati Uniti, 1903-1975), Harun Farocki (Germania, 1944-2014), Emily Floyd (Australia, 1972), Peter Friedl (Austria, 1960), Coco Fusco (Stati Uniti, 1960), Marco Fusinato (Australia, 1964), Charles Gaines (Stati Uniti, 1944), Ellen Gallagher (Stati Uniti, 1965), Ana Gallardo (Argentina, 1958), Dora García (Spagna, 1965), Theaster Gates (Stati Uniti, 1973), Isa Genzken (Germania, 1948), Gluklya (Russia, 1969), Sônia Gomes (Brasile, 1948), Katharina Grosse (Germania, 1961), Gulf Labor Coalition, Rupali Gupte & Prasad Shetty (India), Andreas Gursky (Germania, 1955), Hans Haacke (Germania, 1936), Joana Hadjithomas & Khalil Joreige (Libano), Newell Harry (Australia, 1972), Kay Hassan (Sudafrica, 1956), Thomas Hirschhorn (Svizzera, 1957), Carsten Höller (Belgio, 1961), Nancy Holt & Robert Smithson (Stati Uniti), Heung Soon Im (Corea del Sud, 1969), Invisible Borders (Lagos), Tetsuya Ishida (Giappone, 1973-2005), Dachun Ji (Cina, 1968), Isaac Julien (Regno Unito, 1960), Hiwa K. (Iraq, 1975), Samson Kambalu (Malawi, 1975), Ayoung Kim (Corea del Sud, 1969), Alexander Kluge (Germania, 1932), Emily Kame Kngwarreye (Australia, 1910-1996), Runo Lagomarsino (Svezia, 1977), Sonia Leber & David Chesworth, Glenn Ligon (Stati Uniti, 1960), Gonçalo Mabunda (Mozambico, 1975), Madhusudhanan (India, 1956), Ibrahim Mahama (Ghana, 1987), David Maljkovic (Croazia, 1973), Victor Man (Romania, 1974), Abu Bakarr Mansaray (Sierra Leone, 1970), Chris Marker (Francia, 1921-2012), Kerry James Marshall (Stati Uniti, 1955), Helen Marten (Regno Unito, 1985), Fabio Mauri (Italia, 1926-2009), Steve McQueen (Regno Unito, 1969), Naeem Mohaiemen (Regno Unito, 1969), Jason Moran (Stati Uniti, 1975), Ivana Müller (Croazia, 1972), Lavar Munroe (Bahamas, 1982), Oscar Murillo (Colombia, 1986), Wangechi Mutu (Kenya, 1972), Hwayeon Nam (Corea del Sud, 1979), Bruce Nauman (Stati Uniti, 1941), Cheikh Ndiaye (Senegal, 1970), Olaf Nicolai (Germania, 1972), Chris Ofili (Regno Unito, 1968), Emeka Ogboh (Nigeria, 1977), Philippe Parreno (Francia, 1964), Pino Pascali (Italia, 1935-1968), Adrian Piper (Stati Uniti, 1948), Lemi Ponifasio (Samoa, 1964), Zhijie Qiu (Cina, 1969), Raha Raissnia (Iran, 1968), Raqs Media Collective (Nuova Delhi), Lili Reynaud-Dewar (Francia, 1975), Mykola Ridnyi (Ucraina, 1975), Liisa Roberts (Francia, 1969), Mika Rottenberg (Argentina, 1976), Joachim Schönfeldt (Sudafrica, 1958), Massinissa Selmani (Algeria, 1980), Fatou Kandé Senghor (Senegal, 1971), Gedi Sibony (Stati Uniti, 1973), Gary Simmons (Stati Uniti, 1964), Taryn Simon (Stati Uniti, 1975), Lorna Simpson (Stati Uniti, 1960), Mikhael Subotzky (Sudafrica, 1981), Mariam Suhail (Pakistan, 1979), Sarah Sze (Stati Uniti, 1969), The Propeller Group (Città di Ho Chi Minh), the Tomorrow (Milano), Rirkrit Tiravanija (Thailandia, 1961), Barthélémy Toguo (Camerun, 1967), Bing Xu (Cina, 1955), Ala Younis (Giordania, 1974).

## Partecipazioni nazionali

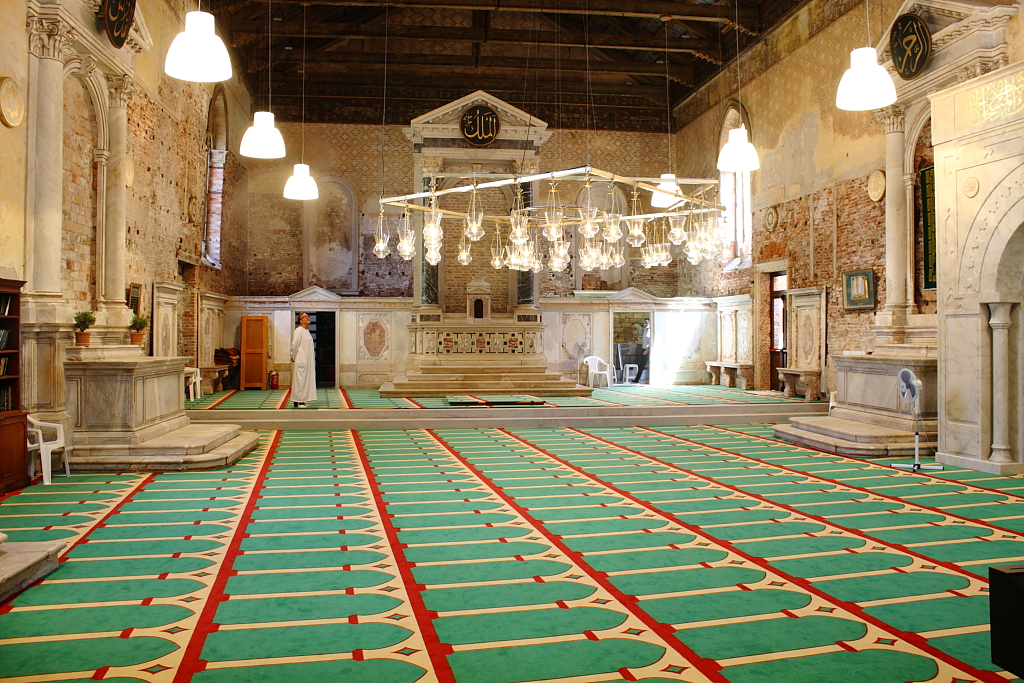
The Mosque di Christoph Büchel

La 56ª Mostra internazionale è stata affiancata da 89 Partecipazioni nazionali negli storici Padiglioni ai Giardini, all'Arsenale e nel centro storico di Venezia. I paesi presenti per la prima volta erano cinque: Grenada, Mauritius, Mongolia, Mozambico e Seychelles.
Il Padiglione dell'Islanda, con il titolo The Mosque: The First Mosque in the Historic City of Venice, consisteva nell'allestimento di una moschea nella ex chiesa di Santa Maria della Misericordia ma veniva chiuso dopo pochi giorni per intervento della polizia municipale di Venezia, poi confermato dal TAR del Veneto.
Il Padiglione Italia, che occupava le Tese delle Vergini in Arsenale, era a cura di Vincenzo Trione e aveva per titolo Codice Italia, con l'intenzione di riattraversare significative regioni dell'arte italiana contemporanea, facendo affiorare alcune costanti: assonanze poco manifeste, corrispondenze inattese. Sono stati coinvolti artisti di diverse generazioni che proponevano un'originale interpretazione del concetto di "avanguardia", saldando sperimentazione linguistica e dialogo con quell'immenso giacimento che è la memoria. Questi artisti sono stati invitati a realizzare opere-simbolo, che avessero quasi il valore di un manifesto poetico, con la creazione di una sorta di stanza delle meraviglie, ispirata al modello dell'Atlante Mnemosyne di Aby Warburg.
| Paese                | Luogo                                                              | Titolo | Artista/i | Curatore/i                                           | Note          |
| -------------------- | ------------------------------------------------------------------ | --- | --- | ---------------------------------------------------- | ------------- |
| Albania              | Arsenale                                                           | Albanian Trilogy: A Series of Devious Stratagems | Armando Lulaj | Marco Scotini e Andris Brinkmanis                    | [ 74 ]        |
| Andorra              | Associazione culturale Spiazzi                                     | Inner Landscapes. Confrontations | Agustí Roqué, Joan Xandri | Paolo de Grandis, Josep M. Ubach                     | [ 75 ]        |
| Angola               | Palazzo Pisani                                                     | On Ways of Travelling | António Ole, Binelde Hyrcan, Délio Jasse, Francisco Vidal, Nelo Teixeira | António Ole e Antonia Gaeta                          | [ 76 ]        |
| Argentina            | Sale d'armi all'Arsenale                                           | The Uprising of Form | Juan Carlos Distéfano | María Teresa Constantin                              | [ 77 ]        |
| Armenia              | San Lazzaro degli Armeni                                           | Armenity / Haiyutioun. Contemporary Artists from the Armenian Diaspora                                                                                                | Haig Aivazian, Lebanon; Nigol Bezjian, Syria/USA; Anna Boghiguian Egypt/Canada; Hera Büyüktasçiyan, Turkey; Silvina Der-Meguerditchian, Argentina/Germany; Rene Gabri & Ayreen Anastas, Iran/Palestine/USA; Mekhitar Garabedian, Belgium; Aikaterini Gegisian, Greece; Yervant Gianikian & Angela Ricci Lucchi, Italy; Aram Jibilian, USA; Nina Katchadourian, USA/Finland; Melik Ohanian, France; Mikayel Ohanjanyan, Armenia/Italy; Rosana Palazyan, Brazil; Sarkis, Turkey/France; Hrair Sarkissian, Syria/UK | Adelina Cüberyan von Fürstenberg                     | [ 78 ] [ 79 ] |
| Australia            | Giardini                                                           | Fiona Hall: Wrong Way Time | Fiona Hall | Linda Michael                                        | [ 80 ]        |
| Austria              | Giardini                                                           | | Heimo Zobernig | Linda Michael                                        | [ 81 ]        |
| Azerbaigian          | Palazzo Lezze, Campo S. Stefano                                    | Beyond the Line | Ashraf Murad, Javad Mirjavadov, Tofik Javadov, Rasim Babayev, Fazil Najafov, Huseyn Hagverdi, Shamil Najafzada | de Pury de Pury, Emin Mammadov                       | [ 82 ]        |
| Azerbaigian          | Ca' Garzoni                                                        | Vita Vitale | Edward Burtynsky, Mircea Cantor, Loris Cecchini, Gordon Cheung, Khalil Chishtee, Tony Cragg, Laura Ford, Noemie Goudal, Siobhán Hapaska, Paul Huxley, IDEA laboratory and Leyla Aliyeva, Chris Jordan with Rebecca Clark and Helena S.Eitel, Tania Kovats, Aida Mahmudova, Sayyora Muin, Jacco Olivier, Julian Opie, Julian Perry, Mike Perry, Bas Princen, Stephanie Quayle, Ugo Rondinone, Graham Stevens, Diana Thater, Andy Warhol, Bill Woodrow, Erwin Wurm, Rose Wylie | Artwise: Susie Allen, Laura Culpan, Dea Vanagan      | [ 83 ]        |
| Belgio               | Giardini                                                           | Personnes et les autres. Vincent Meessen and Guests | Vincent Meessen and Guests, Mathieu K. Abonnenc, Sammy Baloji, James Beckett, Elisabetta Benassi, Patrick Bernier & Olive Martin, Tamar Guimarães & Kasper Akhøj, Maryam Jafri, Adam Pendleton | Katerina Gregos                                      | [ 84 ]        |
| Bielorussia          | Riva San Biagio, Castello 2145                                     | War Witness Archive | Konstantin Selikhanov | Aleksei Shinkarenko, Olga Rybchinskaya               | [ 85 ]        |
| Brasile              | Giardini                                                           | So much that it doesn't fit here | Antonio Manuel, André Komatsu, Berna Reale | Luiz Camillo Osorio                                  | [ 86 ]        |
| Canada               | Giardini                                                           | Canadassimo | BGL art collective - Jasmin Bilodeau, Sébastien Giguère, Nicolas Laverdière | Marie Fraser                                         | [ 87 ]        |
| Rep. Ceca Slovacchia | Giardini                                                           | Apotheosis | Jirí David | Katarina Rusnakova                                   | [ 88 ]        |
| Cile                 | Artiglierie all'Arsenale                                           | Poéticas de la disidencia / Poetics of dissent: Paz Errázuriz - Lotty Rosenfeld                                                                                       | Paz Errázuriz, Lotty Rosenfeld | Nelly Richard                                        | [ 89 ]        |
| Cina                 | Giardino delle Vergini all'Arsenale                                | Other Future | Liu Jiakun, LU Yang, TAN Dun, WEN Hui / Living Dance Studio, WU Wenguang / Caochangdi Work Station | Beijing Contemporary Art Foundation                  | [ 90 ]        |
| Cipro                | Palazzo Malipiero                                                  | Two Days After Forever | Christodoulos Panayiotou | Omar Kholeif                                         | [ 91 ]        |
| Corea del Sud        | Giardini                                                           | The Ways of Folding Space & Flying | Moon Kyungwon & Jeon Joonho | Sook-Kyung Lee                                       | [ 92 ]        |
| Croazia              | Palazzo Pisani, Santa Marina                                       | Studies on Shivering: The Third Degree | Damir Ocko | Marc Bembekoff                                       | [ 93 ]        |
| Cuba                 | San Servolo                                                        | El artista entre la individualidad y el contexto | Lida Abdul, Celia-Yunior, Grethell Rasúa, Giuseppe Stampone, LinYilin, Luis Edgardo Gómez Armenteros, Olga Chernysheva, Susana Pilar Delahante Matienzo | Jorge Fernández Torres, Giacomo Zaza                 | [ 94 ]        |
| Danimarca            | Giardini                                                           | | Danh Vo | Marianne Torp and Tine Vindfeld                      | [ 95 ]        |
| Ecuador              | Istituto Provinciale Santa Maria della Pietà                       | Gold Water: Apocalyptic Black Mirrors | Maria Veronica Leon Veintemilla | Ileana Cornea                                        | [ 96 ]        |
| Egitto               | Giardini                                                           | Can you see? | Ahmed Abdel Fatah, Gamal Elkheshen, Maher Dawoud | Ministry of Culture                                  | [ 97 ]        |
| Emirati Arabi Uniti  | Sale d'Armi all'Arsenale                                           | 1980 – Today: Exhibitions in the United Arab Emirates | Abdullah Al Saadi, Abdul Qader Al Rais, Abdulraheem Salim, Abdulrahman Zainal, Ahmed Al Ansari, Ahmed Sharif, Hassan Sharif, Mohamed Yousif, Mohammed Abdullah Bulhiah, Mohammed Al Qassab, Mohammed Kazem, Moosa Al Halyan, Najat Meky, Obaid Suroor, Salem Jawhar | Hoor Al Qasim                                        | [ 98 ]        |
| Estonia              | Palazzo Malipiero                                                  | Not Suitable For Work. A Chairman’s Tale | Jaanus Samma | Eugenio Viola                                        | [ 99 ]        |
| Filippine            | Palazzo Mora                                                       | Tie a String Around the World | Manuel Conde, Carlos Francisco, Manny Montelibano, Jose Tence Ruiz | Patrick D. Flores                                    | [ 100 ]       |
| Finlandia            | Giardini                                                           | Hours, Years, Aeons | IC-98 | Taru Elfving                                         | [ 101 ]       |
| Francia              | Giardini                                                           | rêvolutions | Céleste Boursier-Mougenot | Emma Lavigne                                         | [ 102 ]       |
| Georgia              | Sale d'Armi all'Arsenale                                           | Crawling Border | Rusudan Khizanishvili, Irakli Bluishvili, Dimitri Chikvaidze, Joseph Sabia, Ia Liparteliani, Nia Mgaloblishvili, Sophio Shevardnadze | Nia Mgaloblishvili                                   | [ 103 ]       |
| Germania             | Giardini                                                           | Fabrik | Jasmina Metwaly / Philip Rizk, Olaf Nicolai, Hito Steyerl, Tobias Zielony | Florian Ebner                                        | [ 104 ]       |
| Giappone             | Giardini                                                           | The Key in the Hand | Chiharu Shiota | Hitoshi Nakano                                       | [ 105 ]       |
| Gran Bretagna        | Giardini                                                           | | Sarah Lucas | Richard Riley e Katrina Schwarz                      | [ 106 ]       |
| Grecia               | Giardini                                                           | Why Look at Animals? AGRIMIKÁ. | Maria Papadimitriou | Gabi Scardi                                          | [ 107 ]       |
| Grenada              | Opera don Orione Artigianelli                                      | Present Nearness | Oliver Benoit, Maria McClafferty, Asher Mains, e Carmine Ciccarini, Giuseppe Linardi, Susan Mains | Susan Mains, Francesco Elisei                        | [ 108 ]       |
| Guatemala            | Officina delle Zattere                                             | Sweet Death | Sabrina Bertolelli, Mariadolores Castellanos, Max Leiva, Pier Domenico Magri, Adriana Montalto, Elmar Rojas (Elmar René Rojas Azurdia), Paolo Schmidlin, Mónica Serra, Elsie Wunderlich, Collettivo La Grande Bouffe | Stefania Pieralice, Carlo Marraffa, Elsie Wunderlich | [ 109 ]       |
| Indonesia            | Arsenale                                                           | Voyage Trokomod | Heri Dono | Carla Bianpoen, Restu Imansari Kusumaningrum         | [ 110 ]       |
| Iran                 | Calle San Giovanni 1074/B                                          | Iranian Highlights | Samira Alikhanzaradeh, Mahmoud Bakhshi Moakhar, Jamshid Bayrami, Mohammed Ehsai | Marco Meneguzzo, Mazdak Faiznia                      | [ 111 ]       |
| Iran                 | Calle San Giovanni 1074/B                                          | The Great Game | Lida Abdul, Bani Abidi, Adel Abidin, Amin Agheai, Ghodratollah Agheli, Shahriar Ahmadi, Parastou Ahovan, Farhad Ahrarnia, Rashad Alakbarov, Furat al Jamil, Nazgol Ansarinia, Reza Aramesh, Alireza Astaneh, Sonia Balassanian, Mahmoud Bakhshi Moakhar, Wafaa Bilal, Mehdi Farhadian, Shadi Ghadirian, Shilpa Gupta, Ghasem Hajizadeh, Shamsia Hassani, Sahand Hesamiyan, Sitara Ibrahimova, Pouran Jinchi, Amar Kanwar, Babak Kazemi, Ryas Komu, Farideh Lashai, Farokh Mahdavi, Ahmad Morshedloo, Mehrdad Mohebali, Huma Mulji, Azad Nanakeli, Jamal Penjweny, Imran Qureshi, Sara Rahbar, Rashid Rana, Atefeh Samaei, T.V. Santhosh, Walid Siti, Monir Shahroudy Farmanfarmaian, Mohsen Taasha Wahidi, Mitra Tabrizian, Parviz Tanavoli, Newsha Tavakolian, Sadegh Tirafkan, Hema Upadhyay, Saira Wasim | Marco Meneguzzo, Mazdak Faiznia                      | [ 111 ]       |
| Iraq                 | Ca' Dandolo                                                        | Invisible Beauty | Latif Al Ani, Salam Atta Sabri, Rabab Ghazoul, Haider Jabbar, Akam Shex Hadi | Philippe van Cauteren                                | [ 112 ]       |
| Irlanda              | Artiglierie all'Arsenale                                           | Adventure: Capital | Sean Lynch | Woodrow Kernohan                                     | [ 113 ]       |
| Islanda              | Santa Maria della Misericordia                                     | The Mosque: The First Mosque in the Historic City of Venice | Christoph Büchel | Nína Magnúsdóttir                                    | [ 114 ]       |
| Israele              | Giardini                                                           | Archeology of the Present | Tsibi Geva | Hadas Maor                                           | [ 115 ]       |
| Italia               | Tese delle Vergini all'Arsenale                                    | Codice Italia | Alis/Filliol, Andrea Aquilanti, Francesco Barocco, Vanessa Beecroft, Antonio Biasiucci, Giuseppe Caccavale, Paolo Gioli, Jannis Kounellis, Nino Longobardi, Marzia Migliora, Luca Monterastelli, Mimmo Paladino, Claudio Parmiggiani, Nicola Samorì, Aldo Tambellini | Vincenzo Trione                                      | [ 72 ] [ 73 ] |
| Kosovo               | Artiglierie all'Arsenale                                           | Speculating on the blue | Flaka Haliti | Nicolaus Schafhausen                                 | [ 116 ]       |
| Lettonia             | Arsenale                                                           | Armpit | Katrina Neiburga, Andris Eglitis | Kaspars Vanags                                       | [ 117 ]       |
| Lituania             | Palazzo Zenobio                                                    | Museum | Dainius Liškevicius | Vytautas Michelkevicius                              | [ 118 ]       |
| Lussemburgo          | Ca' del Duca                                                       | Paradiso Lussemburgo | Filip Markiewicz | Paul Ardenne                                         | [ 119 ]       |
| Macedonia del Nord   | Sale d'Armi all'Arsenale                                           | We are all in this alone | Hristina Ivanoska and Yane Calovski | Basak Senova                                         | [ 120 ]       |
| Mauritius            | Palazzo Flangini                                                   | From One Citizen You Gather an Idea | Sultana Haukim, Nirmal Hurry, Alix Le Juge, Olga Jürgenson, Helge Leiberg, Krishna Luchoomun, Neermala Luckeenarain, Kavinash Thomoo, Bik Van Der Pol, Laure Prouvost, Vitaly Pushnitsky, Römer + Römer, Tania Antoshina, Djuneid Dulloo | Alfredo Cramerotti, Olga Jürgenson                   | [ 121 ]       |
| Messico              | Sale d'Armi all'Arsenale                                           | Possessing Nature | Tania Candiani, Luis Felipe Ortega | Karla Jasso                                          | [ 122 ]       |
| Mongolia             | Palazzo Mora                                                       | Other Home | Enkhbold Togmidshiirev, Unen Enkh | Uranchimeg Tsultemin                                 | [ 123 ]       |
| Montenegro           | Palazzo Malipiero                                                  | Ti ricordi Sjecaš li se You Remember | Aleksandar Duravcevic | Anastazija Miranovic                                 | [ 124 ]       |
| Mozambico            | Tese all'Arsenale                                                  | Coexistence of Tradition and Modernity in Contemporary Mozambique | Mozambique Artists | Comissariado-Geral para a Expo Milano 2015           | [ 125 ]       |
| Norvegia             | Padiglione Paesi Nordici ai Giardini                               | Rapture | Camille Norment | Katya García-Antón e Antonio Cataldo                 | [ 126 ]       |
| Nuova Zelanda        | Biblioteca nazionale Marciana, Aeroporto Marco Polo                | Secret Power | Simon Denny | Robert Leonard                                       | [ 127 ]       |
| Paesi Bassi          | Giardini                                                           | to be all ways to be | herman de vries | Colin Huizing, Cees de Boer                          | [ 128 ]       |
| Perù                 | Sale d'Armi all'Arsenale                                           | Misplaced Ruins | Gilda Mantilla e Raimond Chaves | Max Hernández-Calvo                                  | [ 129 ]       |
| Polonia              | Giardini                                                           | Halka/Haiti. 18°48’05”N 72°23’01”W | C.T. Jasper, Joanna Malinowska | Magdalena Moskalewicz                                | [ 130 ]       |
| Portogallo           | Palazzo Loredan                                                    | I Will Be Your Mirror / poems and problems | João Louro | María de Corral                                      | [ 131 ]       |
| Romania              | Giardini                                                           | Darwin’s Room | Adrian Ghenie | Mihai Pop                                            | [ 132 ]       |
| Romania              | Palazzo Correr                                                     | Inventing the Truth. On Fiction and Reality | Michele Bressan, Carmen Dobre-Hametner, Alex Mirutziu, Lea Rasovszky, Stefan Sava, Larisa Sitar | Diana Marincu                                        | [ 133 ]       |
| Russia               | Giardini                                                           | The Green Pavilion | Irina Nakhova | Margarita Tupitsyn                                   | [ 134 ]       |
| San Marino           | Ateneo Veneto, Telecom Italia Future Centre, Palazzo Rota Ivancich | Friendship Project - China | Xu De Qi, Liu Ruo Wang, Ma Yuan, Li Lei, Zhang Hong Mei, Eleonora Mazza, Giovanni Giulianelli, Giancarlo Frisoni, Tony Margiotta, Elisa Monaldi, Valentina Pazzini | Vincenzo Sanfo                                       | [ 135 ]       |
| Santa Sede           | Sale d'Armi all'Arsenale                                           | In Principio... la Parola si fece carne | Monika Bravo, Elpida Hadzi-Vasileva, Mário Macilau | Micol Forti                                          | [ 136 ]       |
| Serbia               | Giardini                                                           | United Dead Nations | Ivan Grubanov | Lidija Merenik e Ana Bogdanovic                      | [ 137 ]       |
| Seychelles           | Palazzo Mora                                                       | A Clockwork Sunset | George Camille, Léon Wilma Loïs Radegonde | Sarah J. McDonald, Victor Schaub Wong                | [ 138 ]       |
| Singapore            | Sale d'Armi all'Arsenale                                           | Sea State | Charles Lim Yi Yong | Shabbir Hussain Mustafa                              | [ 139 ]       |
| Siria                | ex Cinema Redentore, San Servolo                                   | Origini della civiltà | Narine Ali, Ehsan Alar, Felipe Cardeña, Fouad Dahdouh, Aldo Damioli, Svitlana Grebenyuk, Mauro Reggio, Liu Shuishi, Nass ouh Zaghlouleh, Andrea Zucchi, Helidon Xhixha | Duccio Trombadori                                    | [ 140 ]       |
| Slovenia             | Artiglierie all'Arsenale                                           | UTTER / the violent necessity for the embodied presence of hope | JAŠA | Michele Drascek e Aurora Fonda                       | [ 141 ]       |
| Spagna               | Giardini                                                           | The Subjects | Pepo Salazar, Cabello/Carceller, Francesc Ruiz e Salvador Dalí | Marti Manen                                          | [ 142 ]       |
| Stati Uniti          | Giardini                                                           | They Come to Us Without a Word | Joan Jonas | Ute Meta Bauer, Paul C. Ha                           | [ 143 ]       |
| Sudafrica            | Sale d'Armi all'Arsenale                                           | What remains is tomorrow | Willem Boshoff; Angus Gibson, Gerald Machona, Haroon Gunn-Salie, Mark Lewis, Mohau Modisakeng, Nandipha Mntambo, Brett Murray;Jo Ractliffe, Robin Rhode, Warrick Sony, Diane Victor, Jeremy Wafer | Christopher Till, Jeremy Rose                        | [ 144 ]       |
| Svezia               | Arsenale                                                           | Excavation of the Image: Imprint, Shadow, Spectre, Thought | Lina Selander | Lena Essling                                         | [ 145 ]       |
| Svizzera             | Giardini                                                           | Our Product | Pamela Rosenkranz | Susanne Pfeffer                                      | [ 146 ]       |
| Thailandia           | InParadiso Art Gallery                                             | Earth, Air, Fire & Water | Kamol Tassananchalee | Richard David Garst                                  | [ 147 ]       |
| Turchia              | Sale d'Armi all'Arsenale                                           | Respiro | Sarkis | Defne Ayas                                           | [ 148 ]       |
| Tuvalu               | Arsenale                                                           | Crossing the Tide | Vincent J.F. Huang | Thomas J. Berghuis                                   | [ 149 ]       |
| Ucraina              | Riva dei Sette Martiri                                             | Hope! | Yevgenia Belorusets, Nikita Kadan, Zhanna Kadyrova, Mykola Ridnyi & SerhiyZhadan, Anna Zvyagintseva, Open Group, Artem Volokitin | Björn Geldhof                                        | [ 150 ]       |
| Ungheria             | Giardini                                                           | Sustainable Identities | Szilárd Cseke | Kinga German                                         | [ 151 ]       |
| Uruguay              | Giardini                                                           | Global Myopia II (Pencil & Paper) | Marco Maggi | Patricia Bentancour                                  | [ 152 ]       |
| Venezuela            | Giardini                                                           | Te doy mi palabra (I give you my word) | Argelia Bravo, Félix Molina (Flix) | Oscar Sotillo Meneses                                | [ 153 ]       |
| Zimbabwe             | Istituto Provinciale Santa Maria della Pietà                       | Pixels of Ubuntu/Unhu: Exploring all the different facets of social, physical and cultural identities of our contemporary societies from the past, present and future | Chikonzero Chazunguza, Masimba Hwati, Gareth Nyandoro | Raphael Chikukwa, Tafadzwa Gwetai                    | [ 154 ]       |

### Istituto Italo-Latino Americano
Venerdì 8 maggio è stato inaugurato il Padiglione dell'Istituto Italo-Latino Americano (IILA), con il sostegno del Goethe Institut e la partecipazione di artisti dell'America Latina. Il tema dell'esposizione, Voces Indígenas (Voci indigene), evocava «la riappropriazione del patrimonio genetico-culturale originario attraverso l’ascolto delle radici profonde alle quali si vuole dare voce, spazio, diritto di espressione».
| Paese                   | Luogo                  | Titolo          | Artista/i                                                    | Curatore/i                  | Note |
| ----------------------- | ---------------------- | --------------- | ------------------------------------------------------------ | --------------------------- | ---- |
| Argentina               | Isolotto dell'Arsenale | Voces Indígenas | Sofia Medici and Laura Kalauz                                | Alfons Hug, Alberto Saraiva |      |
| Bolivia                 | Isolotto dell'Arsenale | Voces Indígenas | Sonia Falcone and José Laura Yapita                          | Alfons Hug, Alberto Saraiva |      |
| Brasile                 | Isolotto dell'Arsenale | Voces Indígenas | Adriana Barreto, Paulo Nazareth                              | Alfons Hug, Alberto Saraiva |      |
| Cile                    | Isolotto dell'Arsenale | Voces Indígenas | Rainer Krause                                                | Alfons Hug, Alberto Saraiva |      |
| Colombia                | Isolotto dell'Arsenale | Voces Indígenas | León David Cobo, María Cristina Rincón and Claudia Rodríguez | Alfons Hug, Alberto Saraiva |      |
| Costa Rica              | Isolotto dell'Arsenale | Voces Indígenas | Priscilla Monge                                              | Alfons Hug, Alberto Saraiva |      |
| Ecuador                 | Isolotto dell'Arsenale | Voces Indígenas | Fabiano Kueva                                                | Alfons Hug, Alberto Saraiva |      |
| El Salvador             | Isolotto dell'Arsenale | Voces Indígenas | Mauricio Kabistan                                            | Alfons Hug, Alberto Saraiva |      |
| Guatemala               | Isolotto dell'Arsenale | Voces Indígenas | Sandra Monterroso                                            | Alfons Hug, Alberto Saraiva |      |
| Haiti                   | Isolotto dell'Arsenale | Voces Indígenas | Barbara Prézeau Stephenson                                   | Alfons Hug, Alberto Saraiva |      |
| Honduras                | Isolotto dell'Arsenale | Voces Indígenas | Leonardo González                                            | Alfons Hug, Alberto Saraiva |      |
| Nicaragua               | Isolotto dell'Arsenale | Voces Indígenas | Raúl Quintanilla                                             | Alfons Hug, Alberto Saraiva |      |
| Panama                  | Isolotto dell'Arsenale | Voces Indígenas | Humberto Vélez                                               | Alfons Hug, Alberto Saraiva |      |
| Paraguay                | Isolotto dell'Arsenale | Voces Indígenas | Erika Meza, Javier López                                     | Alfons Hug, Alberto Saraiva |      |
| Perù                    | Isolotto dell'Arsenale | Voces Indígenas | José Huamán Turpo                                            | Alfons Hug, Alberto Saraiva |      |
| Uruguay                 | Isolotto dell'Arsenale | Voces Indígenas | Gustavo Tabares                                              | Alfons Hug, Alberto Saraiva |      |
| Partecipazione speciale | Isolotto dell'Arsenale | Voces Indígenas | Ellen Slegers (artista tedesca, vive e lavora in Brasile)    | Alfons Hug, Alberto Saraiva |      |

### Padiglione Venezia
Il Padiglione Venezia, ai Giardini della Biennale, gestito direttamente dalla Fondazione, a cura dell'architetto Aldo Cibic, ha ospitato Guardando avanti, l’evoluzione dell’arte del fare: 9 storie dal Veneto: digitale - non solo digitale. Il Padiglione presentava le storie di 9 aziende del Veneto, produttrici di oggetti di alta qualità, accomunate dall'aver saputo incrociare creatività, esperienza e tecnologie digitali.

## Eventi collaterali
44 eventi collaterali, approvati dal curatore Okwui Enwezor e promossi da enti e istituzioni pubbliche e private senza scopo di lucro, sono stati organizzati in numerose sedi della città di Venezia, proponendo un'ampia offerta di contributi e partecipazioni.

## Giuria
Il 23 aprile 2015 il Consiglio di amministrazione della Biennale di Venezia ha nominato la Giuria della 56ª Esposizione Internazionale d'Arte.
- Naomi Beckwith (Stai Uniti) - presidente
- Sabine Breitwieser (Austria)
- Mario Codognato (Italia)
- Ranjit Hoskote (India)
- Yongwoo Lee (Corea del Sud)

## Premi
La cerimonia di premiazione è avvenuta il 9 maggio 2015 nella Sala delle colonne a Ca' Giustinian.
- Leone d'oro per la miglior Partecipazione nazionale: Armenia, per Armenity / Haiyutioun. Contemporary Artists from the Armenian Diaspora[79]
  - Menzione speciale alle Partecipazioni nazionali: Stati Uniti d'America, per Joan Jonas: They Come to Us Without a Word di Joan Jonas
- Leone d'oro per il miglior artista della Mostra All the World’s Futures: Adrian Piper (Stati Uniti) per The Probable Trust Registry: The Rules of the Game #1–3
- Leone d'argento per un promettente giovane artista della Mostra All the World’s Futures: Im Hueng-Soon (Corea del Sud) per Factory Complex
  - Menzioni speciali a: Harun Farocki (Germania), Collettivo Abounaddara (Siria) e Massinissa Selmani (Algeria)

- Leone d'oro alla carriera: El Anatsui (Ghana)[163]
- Leone d'oro speciale per l'attività svolta a favore delle Arti: Susanne Ghez (Stati Uniti)

## Pubblicazioni
- Okwui Enwezor (a cura di), All the World's Futures - 56. Esposizione Internazionale d'Arte, 2 voll., Venezia, Marsilio, 2015, ISBN 978-88-317-2128-8.
- Okwui Enwezor (a cura di), All the World's Futures - 56. Esposizione Internazionale d'Arte - Guida breve, Venezia, Marsilio, 2015.
- Vincenzo Trione (a cura di), Codice Italia, Milano, Bompiani, 2015, ISBN 978-88-452-7947-8.